# Prepona claudina
Prepona claudina (outrora denominada Agrias claudina, ao longo do século XX, e pertencendo ao gênero Agrias, agora em desuso) é uma espécie de borboleta neotropical da família dos ninfalídeos (Nymphalidae) e subfamília Charaxinae, ocorrendo da Venezuela e Guianas até o Peru e Bolívia, Brasil amazônico e os estados de Minas Gerais, Espírito Santo, Rio de Janeiro, São Paulo, Paraná e Santa Catarina.

## Taxonomia
A espécie Prepona claudina foi classificada por Jean-Baptiste Godart, em 1824, e descrita como Nymphalis claudina na obra Encyclopédie Méthodique, com sua localidade tipo erroneamente citada como "Índia".

## Distribuição
Prepona claudina é uma espécie do Novo Mundo com ampla distribuição. Ocorre da Venezuela e Guianas até o Peru e Bolívia, Brasil amazônico e os estados de Minas Gerais, Espírito Santo, Rio de Janeiro, São Paulo, Paraná e Santa Catarina.

## Descrição
Apresenta o padrão superior geral de coloração enegrecida, com manchas vermelho-rosadas e azuis metálicas, características, em suas asas; apresentando um padrão, em vista inferior, com sete manchas arredondadas, como ocelos de centro branco-azulado, na margem de suas asas posteriores. De acordo com Otero, ela é denominada "o príncipe dos ninfalídeos" dado o tamanho e beleza incomuns de suas asas. Tufos amarelos, nas costas das asas dos machos, liberam feromônios, através de escamas androconiais, para atrair as borboletas fêmeas.

## Hábitos e planta-alimento
Prepona claudina é ativa apenas em manhãs quentes, raras de serem vistas e geralmente vistas quando procuram comida entre trilhas e clareiras no solo das florestas; frequentemente encontrada se alimentando de exsudações de troncos de árvores ou de cipós brocados por larvas de moscas e besouros, além de líquidos provenientes de frutos em fermentação e esterco de mamíferos. Voa entre altitudes de 200 a 600 metros. Suas lagartas foram encontradas em folhas de Quiina glaziovii (gênero Quiina; família Quiinaceae). Se alimentam noturnamente e descansam durante o dia nos galhos das plantas alimentícias.

## Subespécies
P. claudina possui oito subespécies:
- Prepona claudina claudina - Descrita por Godart em 1824, de provável exemplar proveniente do Brasil ("Índia", na descrição).
- Prepona claudina annetta - Descrita por Gray em 1832, de exemplar proveniente do Brasil (Santa Catarina).
- Prepona claudina sardanapalus - Descrita por Bates em 1860, de exemplar proveniente do Brasil (Amazonas).
- Prepona claudina lugens - Descrita por Staudinger em 1886, de exemplar proveniente do Peru (Chanchamayo).
- Prepona claudina godmani - Descrita por Fruhstorfer em 1895, de exemplar proveniente do Brasil (Mato Grosso).
- Prepona claudina croesus - Descrita por Staudinger em 1896, de exemplar proveniente do Brasil (Pará).
- Prepona claudina delavillae - Descrita por Neild em 1996, de exemplar proveniente da Venezuela.
- Prepona claudina patriciae - Descrita por Attal em 2000, de exemplar proveniente da Venezuela.

## Conservação
Segundo Luiz Soledade Otero, esta borboleta foi caçada até a extinção de certas populações restritas em áreas de Mata Atlântica, na região sudeste do Brasil. Segundo o Plano de Ação Nacional para Conservação dos Lepidópteros Ameaçados de Extinção, embora existissem centenas de espécimes depositados na coleção do Museu Nacional do Rio de Janeiro, nenhum indivíduo foi registrado em quase 20 anos de inventários (considerando a data de publicação do Plano, em 2011) da porção da Mata Atlântica do estado, o que sugere que tenha ocorrido o extermínio local por coletas direcionadas. Não foi avaliada pela Lista Vermelha da União Internacional para a Conservação da Natureza (UICN / IUCN). Em 2007, sob o nome Agrias claudina, foi classificada como em perigo na Lista de espécies de flora e fauna ameaçadas de extinção do Estado do Pará; em 2018, também com o nome Agrias claudina, como pouco preocupante no Livro Vermelho da Fauna Brasileira Ameaçada de Extinção do Instituto Chico Mendes de Conservação da Biodiversidade (ICMBio). A subespécie P. c. claudina (ainda no gênero Agrias) foi classificada como criticamente em perigo na Lista das Espécies da Fauna Ameaçadas de Extinção no Estado do Rio de Janeiro. A espécie ainda foi indicada nos Guia de Identificação de tribos de Borboletas Frugívoras - Mata Atlântica, Guia de Identificação de tribos de Borboletas Frugívoras - Amazônia e Guia de Identificação de tribos de Borboletas Frugívoras - Cerrado. feitos numa parceria do governo do Brasil, o Ministério Federal do Meio Ambiente, da Proteção da Natureza e da Segurança Nuclear da República Federal da Alemanha, a Sociedade Alemã para a Cooperação Internacional (GIZ), o ICMBio e o Ministério do Meio Ambiente brasileiro.